# Broșniv-Osada
Broșniv-Osada (în ucraineană Брошнів-Осада) este o așezare de tip urban din raionul Rojneativ, regiunea Ivano-Frankivsk, Ucraina. În afara localității principale, nu cuprinde și alte sate.

## Demografie
Componența lingvistică a așezării de tip urban Broșniv-Osada
     Ucraineană (99,39%)
     Alte limbi (0,58%)
Conform recensământului din 2001, majoritatea populației așezării de tip urban Broșniv-Osada era vorbitoare de ucraineană (99,39%), existând în minoritate și vorbitori de alte limbi.